# Forța de muncă (în marxism)
Forța de muncă (în limba germană: Arbeitskraft, în limba franceză: force de travail) este un concept cheie folosit de Karl Marx în critica economiei politice capitaliste. Marx deosebea munca, văzută ca activitate de creare a bunurilor, de forța de muncă, văzută drept capacitatea fizică și intelectuală a muncitorului de a presta această muncă. Forța de muncă există, într-o formă sau alta, în orice societate, însă felul în care aceasta este cuantificată sau combinată cu mijloacele de producție folosite pentru a crea bunuri și servicii variază foarte mult de la o epocă la alta. 
În  capitalism, potrivit lui Marx, productivitatea forței de muncă se transformă în capacitatea creativă a capitalului. „Forța de muncă în funcțiune" devine o componentă a capitalului, iar aceasta funcționează ca și capital de lucru.  Munca devine doar muncă, muncitorii devin o forță de muncă abstractă, iar controlul asupra muncii devine un privilegiu al conducerii. 

## Definiție
Karl Marx introduce conceptul în capitolul 6 din primul volum al Capitalului, după cum urmează: 
„Prin forță de muncă sau capacitate de muncă se înțelege totalitatea aptitudinilor fizice și intelectuale pe care le posedă organismul, personalitatea vie a omului, și pe care omul le pune în funcțiune atunci cînd produce valori de întrebuințare de un fel oarecare”
El adaugă în continuare că: 
„Dar forța de muncă se realizează numai prin manifestarea ei exterioară; ea se realizează numai în muncă. În procesul realizării ei, în muncă, omul cheltuiește o anumită cantitate de mușchi, nervi, creier etc. care trebuie înlocuită. Această cheltuire sporită cere o compensare sporită” 
O explicație mai scurtă a conceptului forței de muncă o găsiți în introducerea volumului ,,Capital" la capitolul al doilea scris de Marx numit Salariul forței de muncă și a Capitalului  (1847).   O altă expunere este prezentată în textul lui Marx, Valoare, Preț și Profit (1865). 

## Valoarea forței de muncă
În opera Principiile filosofiei dreptului  scrisă de Hegel, Marx a adaptat deosebirea între forța de muncă (Arbeitskraft) și muncă (Arbeit) dându-i o nouă semnificație. Pentru Marx, Arbeitsvermögen („forța de muncă” sau „capacitatea de muncă”), reprezintă o „forță a naturii”: totalitatea aptitudinilor fizice și intelectuale pe care le posedă organismul, personalitatea vie a omului, și pe care omul le pune în funcțiune atunci când produce valori de întrebuințare de un fel oarecare. Forța productivă a muncii, atât cea socială cât și cea determinată de natură, apare ca forța productivă a capitalului, căruia îi este încorporată.  
Prin contrast, „munca” se referă la orie tip de activitate a oamenilor(și a altor creaturi vii) care se ocupă cu producerea de bunuri sau servicii (sau ceea ce Marx numește valorile de întrebuințare).  În acest sens, folosirea forței de muncă (per se) în economia marxistă este oarecum similară cu conceptul din economia neoclasică, a „serviciilor de muncă”. 
Potrivit lui Marx, diferența dintre muncă și forță de muncă, a rezolvat o problemă la care David Ricardo nu a reușit să treacă peste ea, explicând astfel de ce surplusul din profit este rezultat din procesul de producție în sine din investiția de capital. Conceptul lui Marx în privința forței de muncă este comparat cu capitalul omului, astfel muncitorii erau capitalismul în sine. 
În timp ce conceptul lui Marx despre puterea forței de muncă a fost comparat cu cel al capitalului uman, Marx însuși poate considera că un concept precum „capitalul uman” este o concretizare , scopul presupunând că muncitorii erau un fel de capitalist. Marx vorbește despre acest lucru în volumul al doilea din opera Capitalul: 
Apologeții economiști spun că: aceeași bani realizează aci două capitaluri; cumpărătorul - capitalistul- își transformă capitalul său bănesc în forța de muncă vie, pe care o înglobează capitalul său productiv; vânzătorul - muncitorul-, de pe altă parte, își transformă marfa sa - forța de muncă - în bani pe care îi cheltuiește ca venit, fapt care îi permite să-și vândă în mod repetat ți să-și mențină astfel forța de muncă; forța sa de muncă este deci însăși capitalul său sub formă de marfă, din care îi curge în mod continuu venitul. În realiate forța sa de muncă este averea sa (care se reînnoiește și se reproduce mereu), și nu capitalul său. Ea este singura marfă pe care poate și trebuie să o vândă în mod continuu pentru a trăi și care nu acționează în calitate de capital (variabil) decât abia în mâna cumpărătorului, a capitalistului. Faptul că cineva e silit fără încetare ca, în mod repetat, să-și vândă forța de muncă, adică pe sine însuși, unei terțe persoane dovedește după acei economiști că aceea persoană este un capitalist, pentru că are în permanență de vânzare o „marfă” (pe sine însuși). În acest sens și sclavul devine capitalist, deși e vândut odată pentru totdeauna ca marfă de o terță persoană; căci natura acestei mărfi - a sclavului muncitor - face ca persoana care l-a cumpărat nu numai să-l pună în fiecare zi din nou la muncă, dar să-i dea și mijloacele de subsistență care îl pune în situația de a putea munci în permanență din nou.

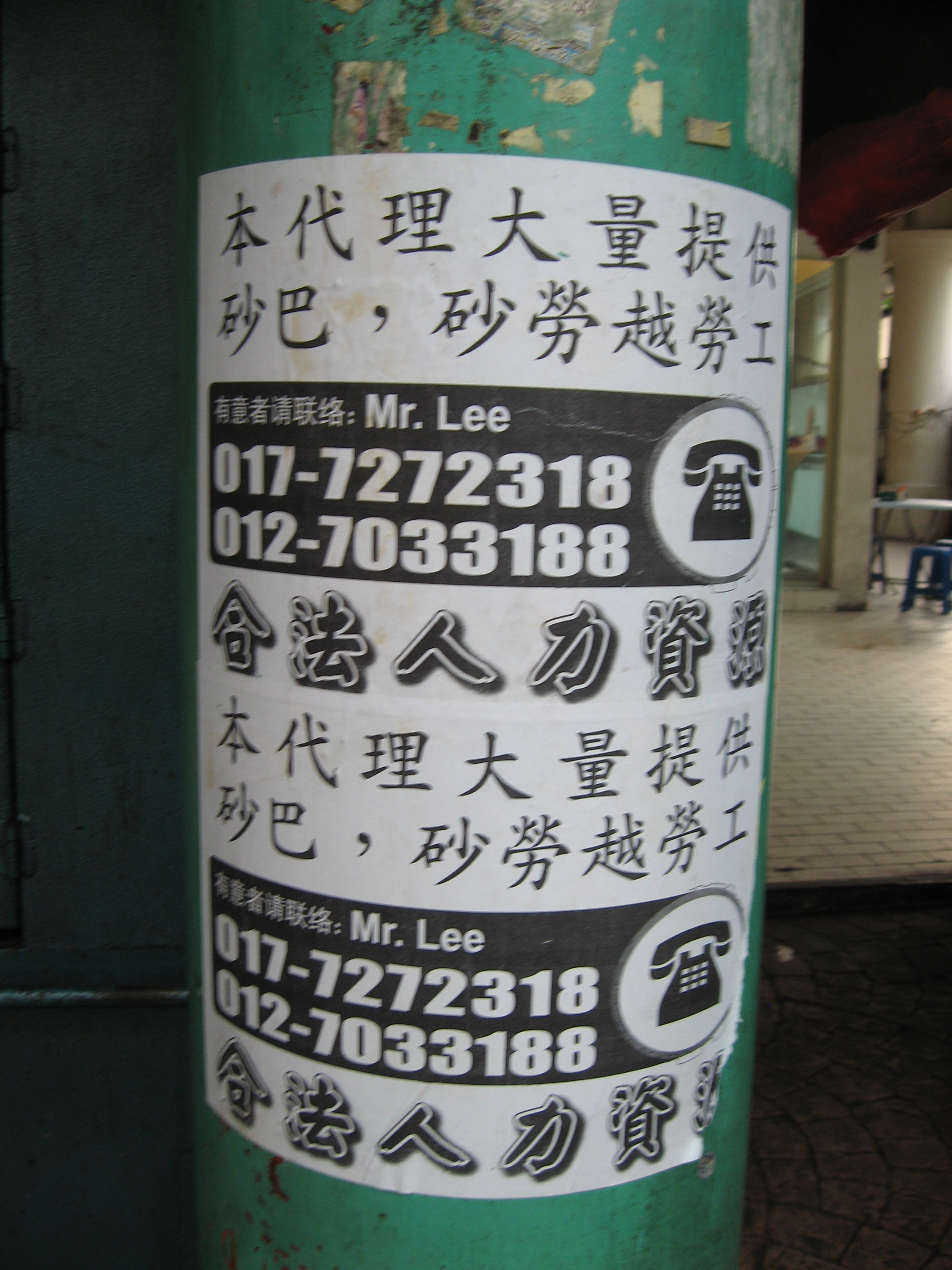
O reclamă pentru muncă din Sabah și Sarawak, văzută în Jalan Petaling, Kuala Lumpur.

Sub capitalism, conform lui Marx, puterea muncitoreasca devine o marfă – este vândută și cumpărată pe piață. Un lucrător incearcă să-și vândă puterea sa de muncă unui angajator, în schimbul unei plăți sau unui salariu. Dacă are succes (singura alternativă pentru a nu fi șomer), acest schimb include supunerea autorității capitalismului pentru o anumită perioadă de timp. 
În timpul acesta, lucratorul muncește, producând bunuri și oferind servicii. Capitaliștii pot mai apoi să vândă și să obțină valoarea surplusului; din moment ce salariul plătit muncitorilor este mai mic decât valoarea bunurilor sau a serviciilor pe care aceștia le produc pentru capitalism.   
Puterea muncitorească mai poate fi vândută de către muncitor pe cont propriu, caz în care el este lucrător independent, sau poate fi vândut de către intermediar, ca de exemplu o agenție de recrutare. În principiu, un grup de muncitori pot de asemenea să-și vândă forța lor de muncă drept un grup independent de părți contractante.Unele contracte de muncă sunt foarte complexe, implicând un număr de intermediari diferiți.  
În mod normal, muncitorul este stăpânul legal al forței sale de muncă pe care o poate vinde după bunul său plac. Cu toate acestea, de cele mai multe ori negocierea pentru puterea de muncă este dirijată de legislație iar vânzarea poate sa nu fie la fel de „gratuită”-poate fi o vânzare forțată, dintr-un motiv sau altul, și poate fi într-adevăr cumpărată sau vândută împotriva voinței muncitorului deși acestea deține puterea sa de muncă. Există multe niveluri de libertate sau oprimare, iar munca liberă plătită poate fi combinată cu muncă silnică sau semi-silnică.  
Conceptul de putere de muncă ca și un produs a fost pentru prima dată explicat mai în detaliu de către Friedrich Engels în „Principiile Comunismului” (1847):  
| „ | Munca este o marfă ca oricare alta iar prețul ei este determinat de exact aceleași legi care se aplică și altor mărfuri. Într-un regim de mare industrie sau de liberă concurență - după cum vom vedea, ambele se rezumă la același lucru - prețul unui produs este, în medie, întotdeauna egal cu costul de producție al acestuia. Totuși, prețul forței de muncă este egal cu costul de producție a forței de muncă. Totuși, costul forței de muncă constă în costul pentru mijloacele de subzistență necesare pentru a permite muncitorului să continue să lucreze și pentru a împiedica clasa muncitoare să dispară. Prin urmare, lucrătorul nu va mai primi, pentru munca depusă, mai mult decât este necesar în acest scop; salariul, cu alte cuvinte, va fi cel mai mic, minim, necesar pentru menținerea vieții. | ” |

## Valoarea
Perceperea puterii de muncă ca pe un produs este ciudată deoarece este un atribut uman, pe care oamenii îl dețin în propriile trupuri. Deoarece aceștia dețin puterea înăuntrul lor, nu pot să o vândă în permanență altor persoane și în acest caz, aceștia ar deveni sclavi, iar un sclav nu este stăpân pe propria ființă. Cu toate acestea, deși lucrătorii se pot angaja singuri, ei nu pot să-și “ închirieze” sau să “arendeze” puterea de muncă din moment ce nu o mai pot revendica sau reintra în posesia puterii la un moment dat după ce sarcinile au fost săvârșite în același fel în care echipamentele închiriate sunt returnate proprietarului. Odată ce forța de muncă a fost epuizată, aceasta este pierdută, iar singura problemă rămasă este cine beneficiază de rezultate și cât de mult.
Puterea forței de muncă poate deveni un obiect comercializabil, vândut pentru o anumită perioadă, numai dacă proprietarii sunt considerați în mod legal de către lege drept liberi să-l vândă și să poată încheia contracte de muncă. Odată actualizată și consumată prin muncă, capacitatea de muncă este epuizată și trebuie înlocuită și restaurată.
În general, Marx argumentează că, în capitalism, valoarea puterii forței de muncă (spre deosebire de prețurile de piață fluctuante pentru efortul de muncă) este egală cu costul său normal sau mediu de (re)producere, adică costul de satisfacere a nevoilor umane stabilite satisfăcută pentru ca muncitorul să se poată întoarce în fiecare zi pentru a lucra. Aceasta implică bunuri și servicii care reprezintă o cantitate de muncă egală cu forța de muncă necesară sau cu produsul necesar. Acesta reprezintă un cost mediu de trai, un nivel mediu de trai. 
Conceptul general al "valorii forței de muncă" este necesar deoarece atât condițiile de vânzare a puterii forței de muncă, cât și condițiile în care bunurile și serviciile sunt achiziționate de lucrător cu bani dintr-un salariu pot fi afectate de numeroase circumstanțe. Dacă, de exemplu, statul impune o taxă asupra bunurilor și serviciilor de consum (o taxă indirectă sau un impozit pe consum, cum ar fi taxa pe valoarea adăugată sau impozitul pe bunuri și servicii, atunci ceea ce muncitorul poate cumpăra cu banii salariați este redus. Sau, dacă inflația prețurilor crește, atunci din nou muncitorul poate cumpăra mai puțin cu banii salariați. Ideea este că acest lucru poate avea loc în mod independent de cât de mult este plătit un lucrător. Prin urmare, nivelul de trai al unui lucrător poate să crească sau să scadă în mod independent de cât este plătit - pur și simplu pentru că bunurile și serviciile devin mai scumpe sau mai ieftine de cumpărat sau pentru că este blocat de accesul la bunuri și servicii.
Includerea în valoarea forței de muncă este atât o componentă fizică (cerințele fizice minime pentru un lucrător sănătos), cât și o componentă moral-istorică (satisfacerea nevoilor dincolo de minimul fizic care au devenit o parte stabilită a stilului de viață al lucrătorului mediu ).  Valoarea forței de muncă este astfel o normă istorică , care este rezultatul unei combinații de factori: productivitatea; oferta și cererea de forță de muncă; afirmarea nevoilor umane; costurile de dobândire a competențelor; legile statului care stipulează salariile minime sau maxime, echilibrul puterii între clasele sociale etc. 
Cumpărarea puterii forței de muncă devine, de obicei, o propunere interesantă din punct de vedere comercial doar dacă poate aduce mai multă valoare decât costurile de cumpărare, adică angajarea acesteia duce la o rentabilitate netă pozitivă a capitalului investit.  Cu toate acestea, în teoria lui Marx, funcția de creare a valorii puterii forței de muncă nu este singura ei funcție; de asemenea, conservă și transferă valoarea capitalului.  Dacă forța de muncă este retrasă de la locul de muncă pentru orice motiv, de obicei valoarea bunurilor de capital se deteriorează; este nevoie de un flux continuu de efort de lucru pentru menținerea și păstrarea valorii lor.  Atunci când materialele sunt folosite pentru a face noi produse, o parte din valoarea materialelor este transferată și produselor noi. 
În consecință, puterea forței de muncă nu poate fi angajată "pentru că creează mai multă valoare decât costă să cumpere", ci pur și simplu pentru că conservă valoarea unui activ de capital care, dacă nu s-ar produce această muncă, ar scădea cu o valoare și mai mare decât costul forței de muncă implicate în menținerea valorii sale; sau deoarece este o cheltuială necesară care transferă valoarea unui activ de capital de la un proprietar la altul.  Marx consideră că această muncă este " neproductivă " în sensul că nu creează o adăugare netă nouă la valoarea capitalului total, dar poate fi muncă esențială și indispensabilă, pentru că fără ea o valoare de capital ar scădea sau să dispară.  Cu cât este mai mare stocul de active care nu este nici o contribuție, nici o producție reală, iar elita societății mai bogată devine, cu atât mai multă forță de muncă este dedicată doar menținerii masei de capital, mai degrabă decât creșterii valorii sale. 
Marx consideră salariile banilor și salariilor drept prețul forței de muncă (deși muncitorii pot fi plătiți și ,,în natură"), în mod normal legați de orele lucrate sau de producția produsă.  Acest preț poate fi, în mod contrar, mai mare sau mai mic decât valoarea puterii forței de muncă, în funcție de forțele pieței ofertei și cererii, de monopolurile de calificare, de regulile juridice, de capacitatea de negociere etc.  În mod normal, dacă acțiunile guvernului nu o împiedică, șomajul ridicat va duce la scăderea salariilor, iar ocuparea deplină a forței de muncă va crește salariile, în conformitate cu legile ofertei și ofertei.  Dar, de asemenea, salariile pot fi reduse prin inflația ridicată a prețurilor și taxele de consum.  Prin urmare, trebuie să se facă întotdeauna o distincție între salariile nominale brute și salariile reale ajustate pentru inflația impozitelor și a prețurilor, iar impozitele indirecte trebuie luate în considerare. 
Costurile de muncă ale unui angajator nu sunt aceleași cu puterea de cumpărare reală pe care un lucrător o dobândește prin muncă.  De asemenea, un angajator trebuie, de asemenea, să plătească impozite și taxe guvernului pentru lucrătorii angajați, care pot include contribuții la asigurările sociale sau prestații de pensionare.  În plus, există adesea și costuri administrative.  De exemplu, în Statele Unite, din totalul cheltuielilor de muncă ale angajatorilor, lucrătorii primesc aproximativ 60% din salariu, însă aproximativ 40% reprezintă taxe, beneficii și costuri auxiliare.  Angajatorii ar putea să revendice o parte din costul suplimentar al forței de muncă prin intermediul diferitelor credite fiscale sau datorită reducerii impozitului pe veniturile din afaceri. 
Există de obicei un conflict constant asupra nivelului salariilor între angajatori și angajați, deoarece angajatorii încearcă să limiteze sau să reducă costurile salariale, în timp ce lucrătorii încearcă să-și mărească salariul sau cel puțin să-i mențină.  Modul în care se dezvoltă nivelul salariilor depinde de cererea de forță de muncă, de nivelul șomajului și de capacitatea lucrătorilor și angajatorilor de a organiza și de a lua măsuri în ceea ce privește cererile de plată. 
Marx considera salariile drept ,,forma externă" a valorii puterii fortei de muncă.  Compensarea lucrătorilor în societatea capitalistă ar putea lua tot felul de forme diferite, dar a existat întotdeauna atât o componentă plătită, cât și una neplătită a muncii efectuate.  Forma "ideală" a salariilor pentru capitalism, a susținut el, a fost salariul pentru bucăți, pentru că în acest caz capitalistul plătea numai pentru munca care a creat direct acele rezultate, adăugând valoare capitalului său.  Era cea mai eficientă formă de exploatare a forței de muncă. 

## Consumul
Când a fost achiziționată forța de muncă și a fost semnat un contract de muncă, în mod normal nu este plătit încă.  Mai întâi, puterea forței de muncă trebuie pusă în slujba procesului de producție.  Contractul de muncă este doar o condiție pentru unificarea forței de muncă cu mijloacele de producție.  Din acel moment, argumentează Marx, forța de muncă la locul de muncă este transformată în capital , în mod special capital variabil, care realizează procesul de valorificare . 
Funcționând ca și capital variabil, munca vie creează și conservă valoarea activelor de capital constant și transferă o parte din valoarea materialelor și echipamentelor utilizate pentru noile produse.  Rezultatul urmărit este valorificarea capitalului investit, adică alte lucruri fiind egale, valoarea capitalului este menținută și a crescut și prin activitatea muncii vii. 
La sfârșitul zilei de lucru, forța de muncă a fost mai mult sau mai puțin consumată și trebuie restaurată prin odihnă, mâncare și băutură și recreere. 
Estimările medicale ale duratei medii de vacanță necesare pentru ca lucrătorii cu normă întreagă să se recupereze pe deplin din punct de vedere fiziologic și psihologic din cauza stresului din timpul muncii, diferă de la o țară la alta; dar estimând, vacanța continuă de trei săptămâni este optimă fiziologic pentru lucrătorul obișnuit. 
Statisticile OIM arată o gamă largă de ore medii lucrate și sărbători obișnuite pentru diferite țări; de exemplu, lucrătorii coreeni lucrează cele mai mult ore pe an, iar americanii au mai puține sărbători oficiale decât europenii de Vest. 
Mai mulți cercetători au pus la îndoială în ce măsură orele lucrate suplimentar cresc într-adevăr productivitatea marginală a forței de muncă; în special în servicii, unde munca, se realizează în cinci zile, ar putea fi de multe ori făcută și în patru. Cel mai dificil aspect de măsurat este intensitatea muncii, deși unii susțin că discutarea  accidentelor de muncă reprezintă un criteriu de încredere. Dacă lucrătorii sunt concediați de o organizație, dar organizația respectivă continuă să producă aceeași cantitate de produse sau servicii ca înainte sau chiar mai mult, cu aceeași tehnologie, putem concluziona adesea că intensitatea muncii trebuie să fi crescut.

## Reproducția
Însuși Marx a argumentat:
”Conservarea și reproducerea continuă a clasei muncitoare rămîne o condiție permanentă a reproducerii capitalului. Capitalistul poate să lase fără grijă îndeplinirea acestei condiții pe seama instinctului de conservare și de perpetuare al muncitorilor. Singura lui grijă este de a limita consumul lor individual pe cît posibil la strictul necesar[…]”
Această înțelegere, totuși, captează numai sensul în care reproducerea forței de muncă nu are valoare pentru capitaliști, cum ar fi reproducerea condițiilor ecologice, ci spre deosebire de reproducerea, de exemplu, a șuruburilor de mașină și a foliei de plastic. Elitele și guvernele au căutat întotdeauna să intervină sau să medieze în mod activ în procesul de reproducere a  forței de muncă, prin legislația familiei, legile care reglementează comportamentul sexual, dispozițiile medicale, politicile educaționale și politicile de cazare]. Astfel de intervenții au întotdeauna un cost economic, dar acest cost poate fi socializat sau forțat lucrătorilor înșiși, în special al femeilor. În aceste domenii ale societății civile, a existat o bătălie constantă între conservatori, reformatori sociali și radicali.
Marxist-feministii au susținut că, în realitate, munca casnica (domestică) de către gospodine care formează, menține și restabilește capacitatea de a lucra este un mare "dar gratuit" economiei capitaliste. Utilizarea timpului de sondaje, arată că forța de muncă neplălită și voluntară reprezintă o parte foarte mare din totalul orelor lucrate într-o societate. Piețele depind de faptul că munca neplătită nu va funcționa deloc.
Unii feminiști au cerut, prin urmare, ca guvernul să plătească "salarii pentru gospodarie". Această cerere este în contradicție cu cadrul juridic al guvernului în societatea capitalistă, care de obicei își asumă o responsabilitate financiară doar pentru menținerea "cetățenilor" și "familiilor" care nu au alte surse de venit sau de subzistență.

## Rolul statului
Statul poate influența atât valoarea cât și prețul forței de muncă în numeroase moduri  și, în mod normal, acesta reglementează salariile și condițiile de muncă pe piața muncii într-o măsură mai mare sau mai mică.  Exemple prin care aceste lucruri se pot face : 
- Stabilirea nivelurilor minime și maxime de salarizare.
- Stabilirea unui nivel minim si maxim al orelor de lucru si al vârstei de pensionare.
- Stabilirea unor cerințe minime pentru conditiile de lucru, pentru sanatatea si siguranta la locul de munca etc.
- Stabilirea unor conditii de indeplinit in cazul contractelor de muncă, la fel si in cazulde sindicatelor și in contextul negocierilor salariale.
- Definirea din punct de vedere juridic a drepturilor civile și sociale ale muncitorilor.
- Ajustarea ratelor de impozitare directe și indirecte, a taxelor și a tarifelor pentru salariați și angajatori în diferite moduri.
- Ajustarea polițelor de asigurare socială, a  impozitelor de pensii  / creanțelor și a altora similare.
- Instituirea și ajustarea ajutoarelor de somaj și a altor beneficii sociale.
- Subvenționarea lucrătorilor sau a angajatorilor acestora în diverse moduri, prin eligibilitatea la diverse beneficii sau suplimente la salariu.
- Influențarea nivelului general al prețurilor, prin intermediul politicii fiscale și monetare sau prin instituirea unor controale ale prețurilor pentru bunurile și serviciile de consum.
- Reglementarea consumului de bunuri și servicii de către salariati.
- Supravegherea lucrătorilor la locul de muncă și în afara muncii și urmărirea penală a activității criminale în ceea ce privește viața angajatilor.
- Solicitarea serviciului militar de la tinerii lucrători la rate fixe de salarizare.
- Crearea mai multor locuri de munca și ocuparea forței de muncă prin intermediul unor politici diferite sau permiterea creșterea șomajului pe de alta parte.
- Încurajarea sau prevenirea mobilității forței de muncă precum și a mobilității profesionale.
- Permiterea sau prevenirea afluenței de lucrători imigranți sau prevenirea/permiterea emigrarii lucrătorilor.
- Stabilirea conditiilor legale privind locuința, sănătatea, viața sexuală, situația familială a lucratorilor si situatia lor in contextul unei sarcini aparute in familie .

Marx era foarte conștient de acest lucru, iar în Das Kapital oferă multe ilustrații in acest sens, adesea preluate din cărțile albastre și rapoartele inspectorilor de fabrica. Unul din rolulile statului este cel de a asigurara acele condiții generale (colective) pentru reproducerea și întreținerea lucrătorilor. Aceste conditii nu pot fi asigurate de patronii și întreprinderile private dintr-un motiv sau altul - spre exemplu: 
- furnizarea acestor condiții necesită automat o autoritate care sa fie deasupra intereselor concurente .
- îndeplinirea acelor condiții este prea costisitoare pentru agențiile private, necesitând fonduri de investiții care nu le sunt disponibile.
- practic, nu este posibil ca acele conditii să fie indeplinite de catre mediul privat
- condițiile care trebuie indeplinite si furnizate nu sunt suficient de profitabile, sau prea riscante pentru agențiile private.
- există un motiv politic sau moral specific pentru care statul ar trebui să intervină.

Cu toate acestea, Marx nu a oferit o teorie generală a statului și a pieței forței de muncă.  El intenționase să scrie o carte separată, doar pe tema salariilor și a pieței forței de muncă (vezi capitolul Vol. 1 , ediția Penguin, p.   683), dar nu a reusit, în special din cauza starii de sanatate proasta.  Cu toate acestea, Marx și-a exprimat foarte clar convingerea conform careia capitalismul "răstoarnă toate barierele legale sau tradiționale care împiedică cumpararea unui tip de putere de munca potrivita pentru unele munci așa sau in a însuși un anumit tip de muncă" ( Ibid . , p.   1013).  Este posibil -un alt motiv celei al sanatatii proaste - pentru care nu a scris o critică generală a statului, sa fie si din cauza fapului ca el a trăit in exil în Marea Britanie și, prin urmare, s-ar fi confruntat personal cu probleme, dacă ar fi criticat statul în mod public în scrierile sale în moduri neacceptate de catre statul britanic. 
În epoca modernă, faptul că statul are un mare efect asupra salariilor și valorii forței de muncă a dus la aparitia unor concepte precum cel al salariului social și al consumului colectiv .  Dacă statul pretinde la fel de mulți bani de la muncitori ,prin intermediul impozitelor și prelevarilor precum ofera inapoi, atunci este, bineînțeles, îndoielnic dacă statul într-adevăr "plătește un salariu social".  Insa, adesea, statul redistribuie veniturile dintr-un grup de muncitori la altul, reducând veniturile unora și sporind veniturile altora. 

## Citat de Marx despre valoarea forței de muncă și economia politică clasică
„Economia politică clasică a preluat necritic noțiunea de „preț al muncii“ din viața de toate zilele, pentru ca apoi să-și pună întrebarea cum e determinat acest preț. Ea s-a convins curînd că o modificare în raportul dintre cerere și ofertă nu explică nimic în ceea ce privește prețul muncii, ca de altfel nici în ceea ce privește prețul oricărei alte mărfi, afară de modificarea acestui preț, adică oscilațiile prețurilor de piață în jurul unei anumite mărimi. Dacă cererea și oferta se acoperă în acest caz, celelalte împrejurări rămînînd neschimbate, oscilația prețurilor încetează. Dar atunci cererea și oferta încetează a mai explica ceva. Dacă cererea și oferta se acoperă, prețul muncii este prețul ei stabilit independent de raportul dintre cerere și ofertă, este prețul ei natural, care se dovedește astfel a fi obiectul care de fapt urmează a fi analizat. Sau se considerau oscilațiile prețului de piață pe o perioadă mai lungă, de pildă un an, și se constata că abaterile într-o direcție sau alta se compensează și rezultă o mărime medie, o mărime constantă. Această mărime constantă trebuia, bineînțeles, determinată altfel decît abaterile de la ea care se compensează reciproc. Acest preț al muncii care domină prețurile de piață întîmplătoare și le reglementează așa-numitul „preț necesar“ (fiziocrații) sau „preț natural“ al muncii (Adam Smith) nu poate fi decît valoarea ei exprimată în bani, așa cum e cazul și la alte mărfuri. În acest fel, economia politică voia să răzbească prin prețurile întîmplătoare ale muncii și să ajungă la valoarea ei. Ca și la celelalte mărfuri, această valoare a fost apoi determinată prin cheltuielile de producție. Ce reprezintă însă cheltuielile de producție ale muncitorului, adică cheltuielile necesare pentru a-l produce sau a-l reproduce pe muncitorul însuși? Economia politică a substituit în mod inconștient această întrebare întrebării inițiale, pentru că, operînd cu cheltuielile de producție ale muncii ca atare, ea se învîrtea într-un cerc vicios. Prin urmare, ceea ce ea numește valoare a muncii (value of labour) este de fapt valoarea forței de muncă care există în persoana muncitorului și se deosebește de funcția ei, munca, așa cum mașina se deosebește de operațiile pe care le efectuează. Ocupîndu-se de deosebirile dintre prețurile de piață ale muncii și așa-zisa valoare a ei, de raportul dintre această valoare și rata profitului sau de raportul dintre această valoare și valorile mărfurilor produse de muncă etc., economiștii n-au observat niciodată că analiza nu duce numai de la prețurile de piață ale muncii la pretinsa ei valoare, dar că ea face ca această valoare a muncii să fie, la rîndul ei, redusă la valoarea forței de muncă. Fiind inconștientă de aceste rezultate ale propriei ei analize, preluînd necritic categoriile „valoarea muncii“, „prețul natural al muncii“ etc., ca ultime expresii adecvate ale relației de valoare analizate, economia politică clasică s-a încurcat, așa cum vom vedea mai tîrziu, în confuzii și contradicții de nerezolvat, oferind în același timp o bază de operații sigură pentru platitudinile economiei politice vulgare, care din principiu se ocupă numai de aparența fenomenelor”

## Flexibilizarea pieței de muncă
Valoarea comercială a forței de muncă este strânsă legătură cu nevoile muncitorilor ca cetățeni.  Nu este vorba doar de o cerere și de ofertă, ci și de împlinirea nevoilor umane care trebuie îndeplinite. De aceea, costul forței de muncă nu s-a rezumat doar la o chestiune ,,economică" sau ,,comercială", ci și la una morală și politic culturală. 
În acest caz, guvernul a implementat multe reglementări și legi pentru vânzarea contractelor pentru forța de muncă.  Aceste legi și reglementări au avut în vedere salariul minim pe economie, negocierea salariilor, funcționarea sindicatelor, obligația angajatorului de a respecta angajații, procedurile de angajare și de concediere, taxele și beneficiile șomajului. 
Acest lucru a dus la o constantă critică din partea angajatorilor asupra pieții muncii precum că toate obligațiile și costurile sunt prea mari și suportate doar de angajator. Mai mult de atât, au argumente că aceste reglementări blochează sistemul forței de muncă acolo unde este nevoie cu adevărat. Dacă în câmpul de muncă s-ar reduce din aceste restricții și reglementări, costul afacerilor ar scădea și s-ar face mai multe angajări, sporind astfel oportunitățile de angajare și  creșterea economică. 
Cu toate acestea, reprezentanții forței de muncă și ai comerțului spun că efectul real al reducerilor reglementărilor ar duce la o reducere a salariilor și al condițiilor de muncă care afectează în continuare cererea și oferta de producție a bunurilor. În schimb aceasta poate să afecteze și creșterea economică și o scădere a nivelului de trai. Se argumentează că angajatorul nu este la același nivel cu angajații și că este mai ușor pentru un angajator să piardă un angajat; din această perspectivă se presupune că angajatul trebuie să fie protejat prin legi. Astfel, angajatorii ar angaja pe oricine doar când ar avea nevoie fără a ține cont de nevoile lor ca cetățeni. Ba mai mult, o altă problemă este că în alte țări, sindicatul ce reprezintă forța de muncă face parte din politică și nu este interesat să audă comentarii din partea angajatorilor. De exemplu, în China, unii muncitori sunt la pușcărie pentru că au criticat pe cei care fac legile pentru forța de muncă. 
Adesea, cererea ,,flexibilității pieții de muncă " este în strânsă legătură cu controlul strict al imigranților, blocând forța de muncă să se deplaseze, aceasta fiind doar o povară pentrucreșterea capitalului .  Termenul ,,flexibilitate" este folosit deoarece, pe când capitalul ar trebui să fie liber și să circule pe tot globul, mișcările forței de muncă sunt blocate și controlate cu strictețe. Dacă acest control nu ar exista, aceasta ar putea duce la  o creștere a costurilor angajaților și a taxelor. 

## Critică
Ian Steedman a susținut că conceptul propriu al puterii forței de muncă al lui Marx era în realitate foarte asemănător cu cel al lui David Ricardo și Adam Smith și, prin urmare, că Marx nu spunea nimic cu adevărat nou.  Cu toate acestea, interpretarea lui Marx este diferită de ,,prețul natural al muncii" al economiștilor politici clasici, deoarece ,,jocul liber al forțelor pieței" nu gravitează spontan și automat spre ,,prețul natural" (valoarea ) al forței de muncă.  Tocmai pentru că forța de muncă este o marfă unică și specifică, fiind depusă în muncitorul viu, ea nu se conformează tuturor acelorași legi ca și alte tipuri de mărfuri.  În funcție de condițiile sociale, puterea forței de muncă se poate tranzacționa în mod durabil la prețuri mult mai ridicate sau sub valoarea reală.  Marx presupunea doar că puterea forței de muncă se tranzacționa la valoarea sa, pentru a arăta că, chiar și în acest caz, muncitorul era încă exploatat economic.  Dar era foarte conștient de faptul că adesea puterea forței de muncă nu a făcut comerț la valoarea sa, fie din cauza condițiilor nefavorabile de negociere a salariilor, fie din cauza deficitului de forță de muncă. 
O critică recentă făcută de profesorul Marcel van der Linden este după cum urmează: "Teza lui Marx se bazează pe două ipoteze dubioase, și anume că forța de muncă trebuie să fie oferită spre vânzare de către persoana care este purtătorul și deținătorul acelei forțe de muncă și că persoana care vinde lucrarea vinde nimic altceva. De ce trebuie să fie așa? De ce munca nu poate fi vândută de o altă parte decât de purtător? Ce împiedică persoana care oferă muncă (a lui sau a altcuiva) să ofere pachete care să combine munca cu munca? Și de ce un sclav nu poate executa o muncă salarială pentru stăpânul său la o altă parte terță? "   Această dificultate a fost observată pentru prima oară în cercetarea efectuată în anii 1980 de Tom Brass, reunit în cartea sa din 1999. 
Cumpărarea și vânzarea efortului de muncă umană poate și a luat mult mai multe forme diferite de cele pe care le recunoaște Marx - în special în domeniul serviciilor.  O societate informațională modernă face posibile orice metode, fie ele și neortodoxe .   Marx afirma că ,,mai presus de orice [capitalismul] răstoarnă toate barierele legale sau tradiționale care ar împiedica cumpărarea acestui tip de forță de muncă, după cum consideră potrivit, sau să-și însușească acest tip de muncă".   Conceptul valorii puterii forței de muncă se referă la relația economică de bază , care nu trebuie să nu fie confundată cu formalitățile tuturor tipurilor de contracte de muncă care sunt posibile. 

## Vezi si
- Forța de muncă abstractă și forța de muncă utilă concretă
- Compensarea angajaților
- Armata industrială de rezervă
- Surplusul de forță de muncă
- Surplusul de produs